# Kunstlinie
Kunstlinie is een theater en expositiecentrum in de Nederlandse plaats Almere. Het heette oorspronkelijk Schouwburg Almere. In 2016 werd het na een verbouwing omgedoopt tot Kunstlinie Almere Flevoland en heet nu kortweg Kunstlinie.
Het gebouw is ontworpen door de Japanse architecten Kazuyo Sejima en Ryue Nishizawa van architectenbureau SANAA en werd in 2007 door koningin Beatrix geopend. Het gebouw ligt aan en gedeeltelijk in het Weerwater in het centrum van Almere Stad, op korte afstand van de Citymall Almere. De schouwburg beschikt over drie zalen; een grote zaal met 987 plaatsen, een middenzaal met 331 plaatsen en een kleine zaal met 147 plaatsen. Ook is er een expositieruimte.
Bij het ontwerp is gekozen voor een gestileerde eenvoud waarbij transparantie en licht voorop staan. Alle buitengevels bestaan uit glas. De ligging van het gebouw zorgt voor veel lichtinval en uitzichten over het Weerwater.

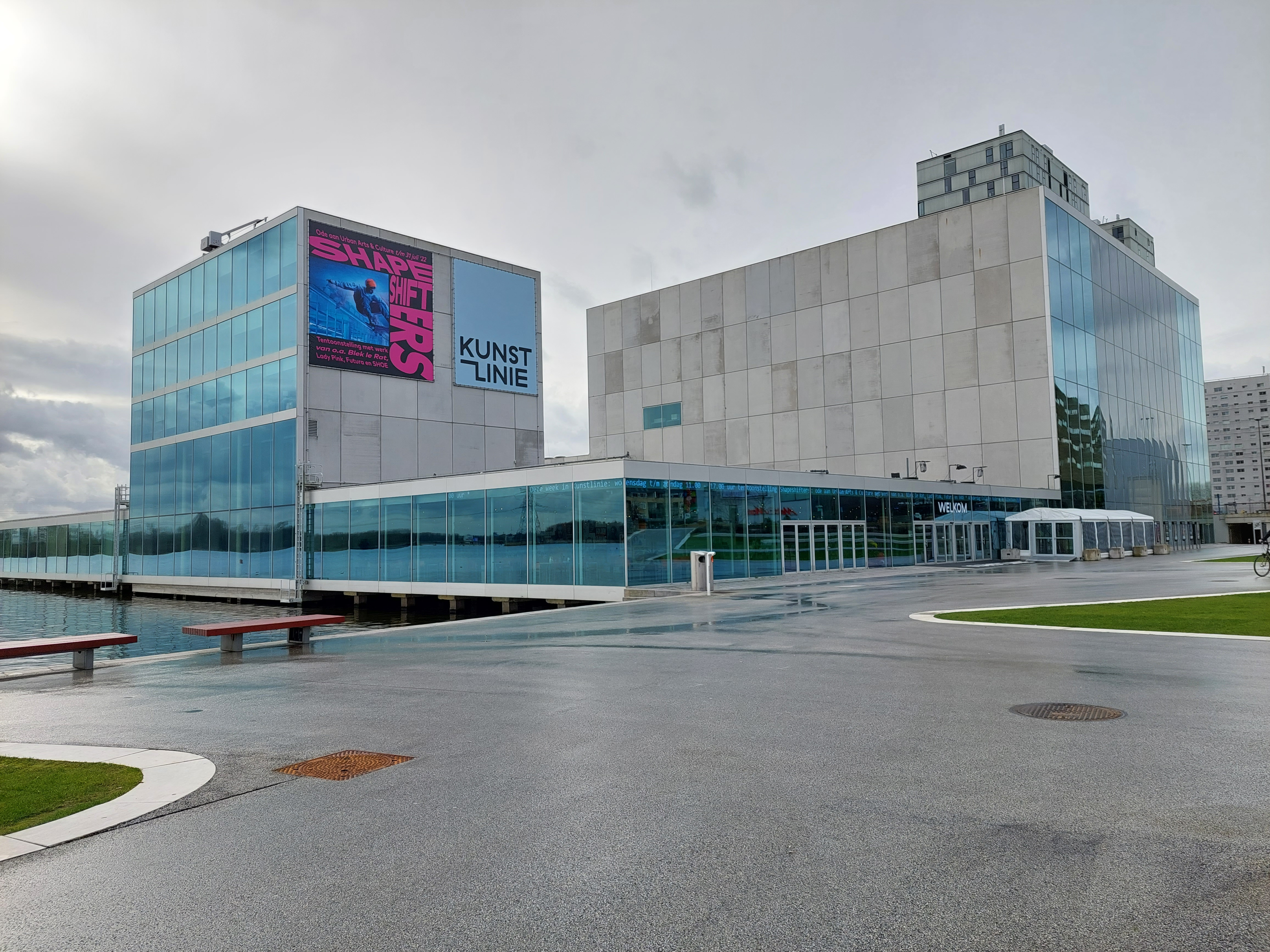
Het complete complex in 2022